# JR Central/JR West série 285
La série 285 (285系, 285-kei) est un type de rame automotrice électrique exploitée par les compagnies JR Central et JR West sur les trains de nuits Sunrise Izumo et Sunrise Seto.

## Description
La série 285 a été fabriquée par les constructeurs Kawasaki Heavy Industries, Kinki Sharyo et Nippon Sharyo. Les rames comportent 7 voitures à deux niveaux. La JR West possède 3 rames (I1 à I3) et la JR Central 2 rames (I4 et I5).
Les rames sont équipées de cabines privées simples, doubles, simples de luxe et "Sunrise Twin", ainsi que des espaces "nobinobi" consistants en des couchettes au sol et recouvertes de moquette, séparées par des cloisons. Il y a également des douches, des toilettes et des distributeurs de boissons à bord.
Les rames sont peintes avec une livrée rouge "lueur du matin" et beige "brume du matin" avec une bande dorée "lever de soleil".

## Histoire
Les rames de la série 285 ont été introduites le 10 juillet 1998.
Le modèle est récompensé d'un Blue Ribbon Award en 1999.

## Services
Les rames effectuent les trains de nuits Sunrise Izumo (Tokyo - Izumoshi) et Sunrise Seto (Tokyo - Takamatsu).

## Galerie photos

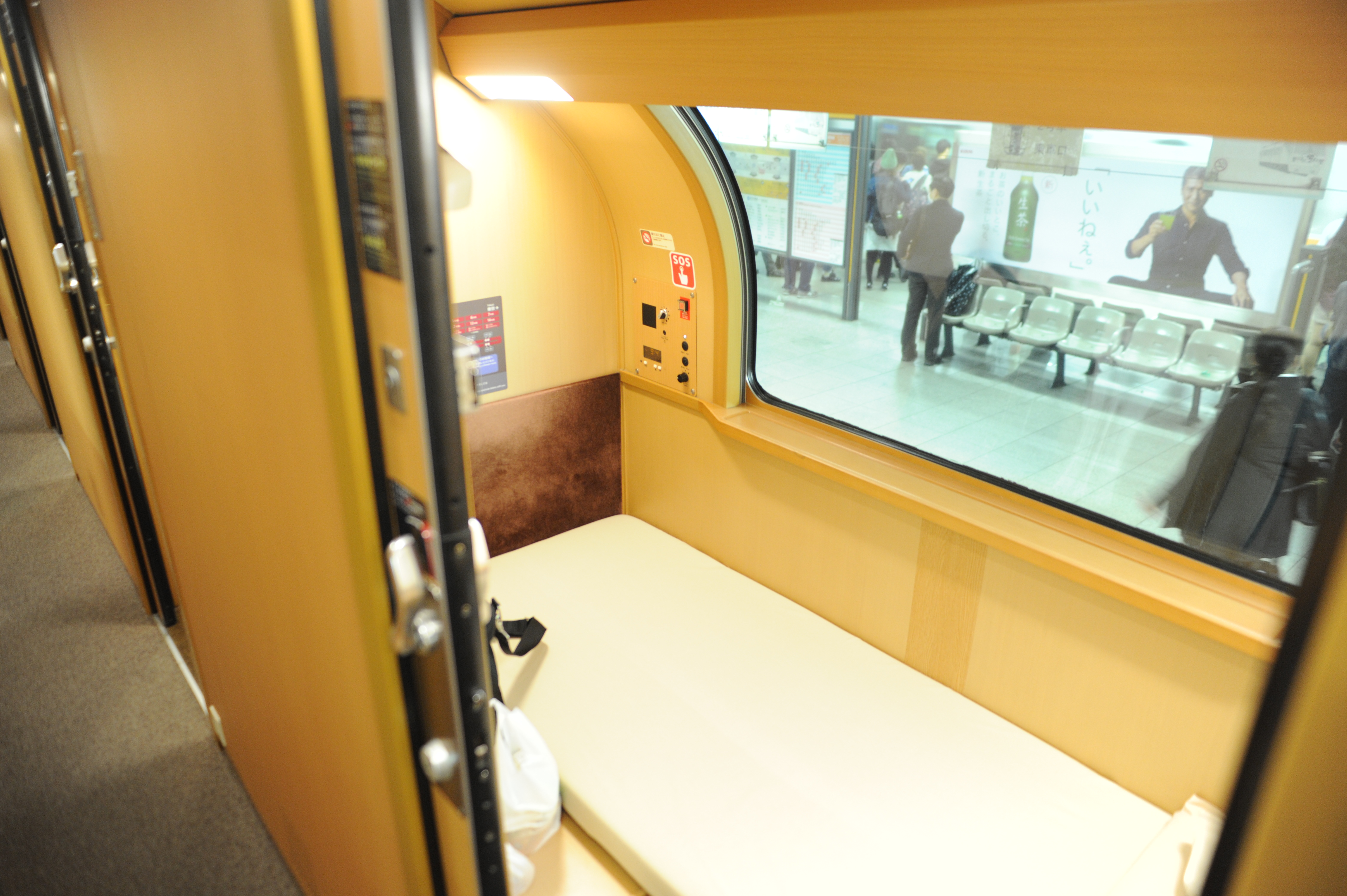
Cabine lit simple.
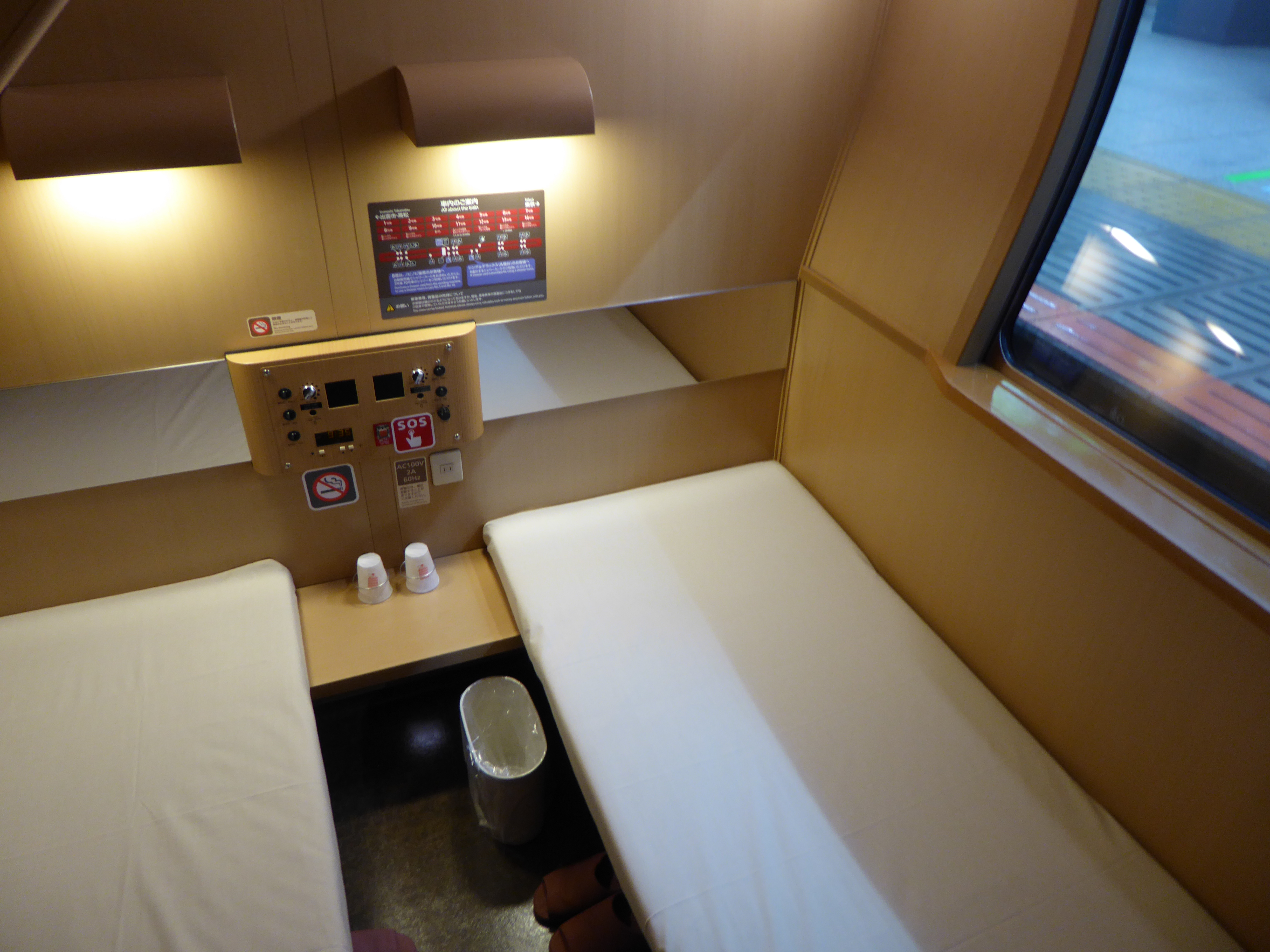
Cabine lits doubles.
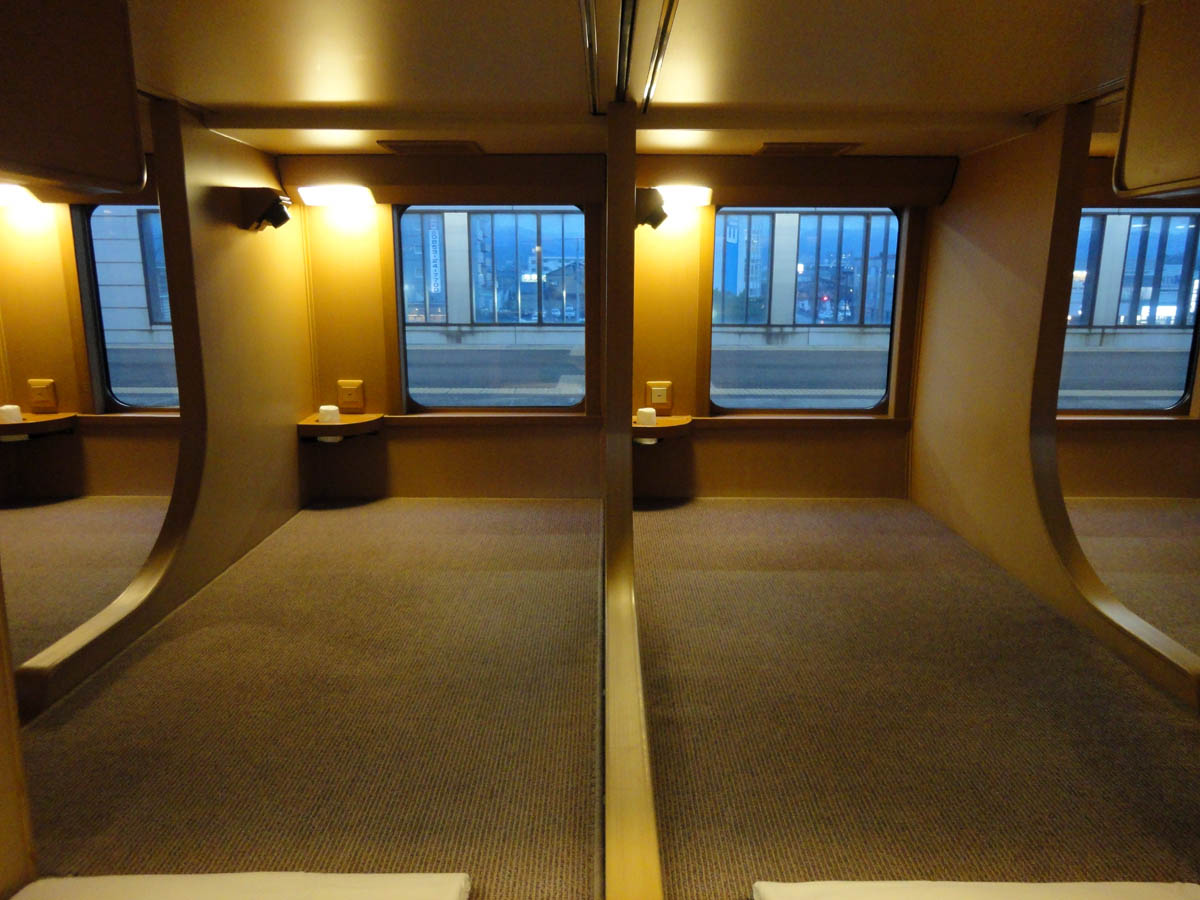
Couchettes "nobinobi".